# Gheorghi Abadjiev
Gheorghi Abadjiev (în bulgară Георги Абаджиев) (n. 22 iulie 1859, Eski Zaara, Imperiul Otoman – d. 21 februarie 1940, Sofia, Bulgaria) a fost unul dintre generalii armatei Bulgariei din Primul Război Mondial.
A îndeplinit funcția de comandant al Diviziei 12 Infanterie bulgară în campania acesteia din România, având gradul de general-maior.